# Avenida Boedo
La avenida Boedo es una arteria vial del sur de la Ciudad de Buenos Aires, Argentina, cuyo nombre evoca a Mariano Boedo, diputado por Salta ante el Congreso de Tucumán y firmante del Acta de la Independencia Argentina.

## Características
Corre paralelamente a las avenidas Entre Ríos, Jujuy y La Plata. Tiene una extensión de 21 cuadras, en dirección norte - sur, su sentido de circulación es únicamente hacia el sur en la totalidad de su recorrido (antes de los años 80, era de doble mano entre Venezuela y avenida Caseros).

## Recorrido

### Almagro
Nace en el barrio de Almagro, en el lugar donde la Avenida Rivadavia corta la Calle Bulnes, siendo esta última, extensión de Boedo.
Se encuentra en cercanías de las estaciones Castro Barros y Loria de la Línea A de subte.

### Boedo
Al cruzar Avenida Independencia, ingresa enteramente al barrio de Boedo.

#### Esquina Homero Manzi
Bajo la intersección con Avenida San Juan se ubica la estación Boedo de la Línea E de subterráneos.
Alrededor de esta esquina se mantiene una notable tradición tanguera en sus negocios y bares. Se la ha denominado comúnmente como Esquina Homero Manzi. Existen y existieron muchos cafés históricos cómo el Café El Japonés.
Termina unas cuadras después de cruzar la Autopista 25 de Mayo, sobre la Avenida Caseros en el límite con Nueva Pompeya, continuando con el nombre de Avenida Sáenz.

## Intersecciones
A continuación se muestra un mapa esquemático con los cruces con otras arterias importantes de Buenos Aires, así como también los ingresos y egresos de las líneas de colectivos.
|  |  | STR |

|  | RMCONTgq | KRZ | RMq |

|  |  | STR |

|  | STRq | KRZ | STRq |

|  | CONTgq | KRZ | STRq |

|  | RMq | KRZ | RMCONTfq |

|  | STRq | RMKRZ | CONTfq |

|  | CONTgq | RMKRZ | STRq |

|  |  | RM |

|  | RMCONTgq | RMKRZ | RMq |

|  |  | RM |

|  | CONTgq | RMKRZ | STRq |

|  | RMq | RMKRZ | RMCONTfq |

|  |  | RM |

|  | RAq | SKRZ-Au | RAq |

|  |  | RM |

|  | RMq | RMKRZ | CONTfq |

|  | RMCONTgq | RMKRZ | RMq |

|  |  | RM |

|  | RMq | RMKRZ | RMq |

|  | RMq | RMKRZ | RMq |

|  |  | RM |

## Imágenes

Esquina Homero Manzi.
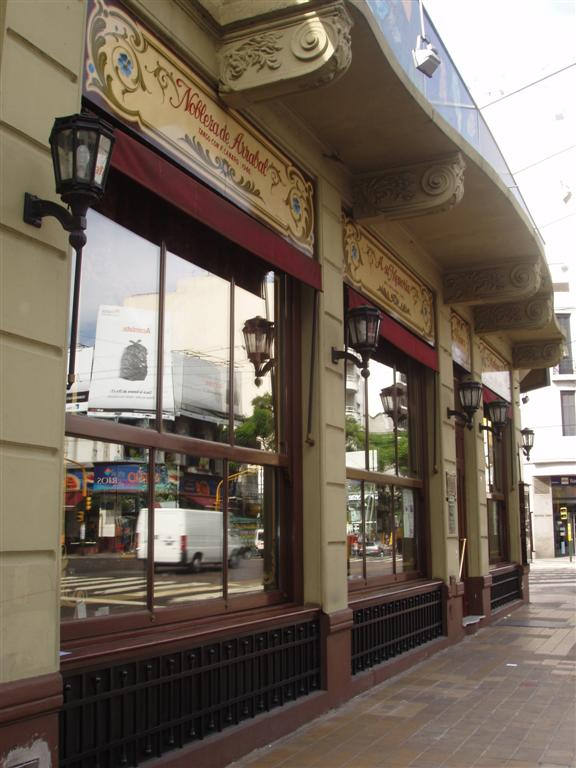
Boedo y San Juan.
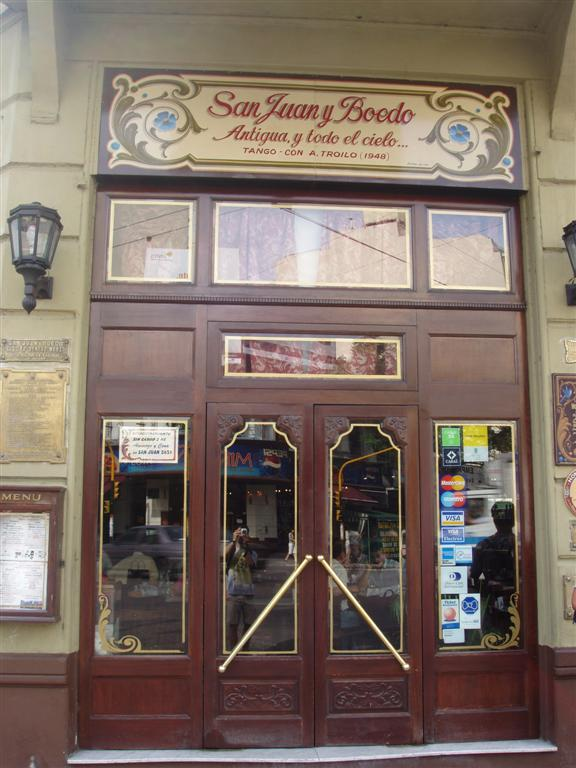
Entrada del bar de la esquina Homero Manzi.

- Datos: Q5713385
- Multimedia: Avenida Boedo / Q5713385